# Guleskjeret
Guleskjeret est une île norvégienne et une réserve naturelle du comté de Hordaland appartenant administrativement à Gulen.

## Description
Rocheuse et à fleur d'eau, l'île s'étend sur environ 60 m de longueur pour une largeur approximative de 37 m. La zone a été classée réserve naturelle le 28 mai 1993 dans le but de la protection des oiseaux marins nicheurs.